# سوفل استیل
سوفل استیل (انگلیسی: Still's murmur) که با عنوان سوفل ارتعاشی هم شناخته می‌شود، یک نوع شایع از سوفل عملکردی قلب است که خوش‌خیم یا «بی گناه» محسوب می‌شود که با هیچ نوع اختلال قلبی یا هیچ بیماری پزشکی دیگری مربوط نیست. این سوفل ممکن است در هر سنی رخ دهد، اگرچه در بین کودکان دو تا هفت ساله شایع و در بزرگسالی نادر است.
سوفل استیل در ابتدا توسط جرج فردریک استیل، نخستین استاد پزشکی کودکان انگلستان در بیمارستان گریت اورمند استریت توصیف شد. جرج فردریک استیل در کتاب درسی اطفال خود به نام «اختلالات و بیماری‌های رایج دوران کودکی» (منتشر شده در سال ۱۹۰۹) نوشت:
می‌خواهم توجه [خوانندگان] را به یک بروئی خاص جلب کنم که تا حدودی ویژگی‌های موسیقایی دارد، اما نه نشانه‌ای شوم است و نه نشان‌دهنده آندوکاردیت است… ویژگی بارز آن صدای ترنگی (twangy) است، بسیار شبیه به صدای نواختن یک قطعه سیم کشیده‌شده… هر چه که منشأ احتمالی آن باشد، فکر می‌کنم به وضوح کارکردی دارد، یعنی به دلیل هیچ بیماری ارگانیک قلبی - مادرزادی یا اکتسابی - نیست.
سوفل استیل از طریق سمع با گوشی پزشکی تشخیص داده می‌شود. این سوفل یک کیفیت خاص «موسیقایی»، «طنین دار» یا «ارتعاشی» دارد که کاملاً منحصر به فرد است. از آنجایی که سوفل استیل هرگز با هیچ نوع اختلال قلبی همراه نبوده است، هیچ علامت و نشانهٔ مرتبطی هم ندارد. محل سوفل استیل در معاینه نشان‌دهنده رزونانس خون در مجرای خروجی بطن چپ و آئورت است، و این موضوع توسط مطالعاتی تأیید شده که نشان داده‌اند سوفل روی دریچه آئورت شدیدتر از دریچه ریوی است. گمان بر آن است که کیفیت ارتعاشی یا موسیقایی سوفل ناشی از ارتعاش «طناب‌های وتری کاذب» در بطن چپ است که یافته‌ای رایج در افراد سالم است، اما هیچ رابطه‌ای بین این دو اثبات نشده است.  شواهدی وجود دارد که نشان می‌دهد آئورت کوچک‌تر با سرعت‌های بالاتر جریان بیشینه خون، با بروز سوفل استیل مرتبط است.
سوفل استیل نشانه‌ای از هیچ‌گونه اختلال قلبی نیست و خطری برای سلامتی ندارد، بنابراین هیچ درمانی هم لازم ندارد. در بیشتر موارد، سوفل استیل در دوران نوجوانی بدون هرگونه مداخله پزشکی، خودبه‌خود ناپدید می‌شود. با این حال، خانواده‌ها اغلب مضطرب و نگران هستند وقتی فرزندشان این سوفل قلبی را دارند. والدین کودکانی که سوفل استیل دارند ممکن است به‌طور قابل توجهی اضطراب بیشتری را نسبت به خود کودکان تجربه کنند. در مطالعه‌ای که بر روی خانواده‌های تحت تأثیر سوفل استیل انجام شد، والدین در مورد مسائل مختلفی نگران بودند. نگرانی‌های آنها عبارت بود از: نیاز به دارودرمانی (۴۹٪)، مواجهه با محدودیت‌های ورزشی (۴۱٪)، نیاز به جراحی قلب (۲۹٪)، احتمال ابتلای سایر فرزندان به سوفل استیل (۲۰٪) و مرگ زودرس کودک (۱۳٪). مادران عذاب وجدان داشتند که در دوران بارداری کاری انجام داده‌اند که باعث این سوفل شود (۱۹٪). حتی پس از اطمینان از سوی پزشک، ۱۷ درصد از والدین همچنان مضطرب و نگران بودند. بعد از شنیدن این موضوع از یک پزشک متخصص قلب که بچه‌ها سلامت هستند و قلبشان مشکلی ندارد، باز ۷ درصد از والدین هنوز نگران بودند.